# Central Lowlands
Le Central Lowlands, note anche come Midland Valley sono un'area geologicamente definita e pianeggiante nel sud della Scozia. Consistono in una fossa tettonica tra due faglie, la faglia di  confine delle Highlands a nord e la faglia delle Southern Uplands a sud. La Midland Valley è una delle tre sottounità geografiche della Scozia. Le altre sono le Highlands e le Highlands and Islands a nord, nord-ovest e le Southern Uplands, che si trovano a sud della Midland Valley.

## Geografia e geomorfologia
La Midland Valley è costituita principalmente da formazioni paleozoiche. Molte di queste formazioni sono di grande importanza economica in quanto contengono il carbone e minerali ferrosi che hanno guidato la rivoluzione industriale in Scozia. L'area fu anche luogo di intenso vulcanismo. Ad esempio, Arthur's Seat a Edimburgo è il residuo di quello che un tempo era un vulcano molto più grande che era attivo durante il Carbonifero circa 300 milioni di anni fa.
La superficie della valle è relativamente piatta, sebbene colline come le Ochil Hills e i Campsie Fells siano visibili da quasi ovunque. Come il resto della Scozia, l'area fu interessata dalla glaciazione del Pleistocene che coprì gran parte della Gran Bretagna.

## Geografia umana
Una combinazione di pianure fertili con significativi giacimenti di carbone e ferro ha portato la Midland Valley ad essere molto più densamente popolata rispetto al resto della Scozia. Le grandi città di Glasgow, Edimburgo, Stirling e Dundee sono tutte qui, e più della metà dei residenti scozzesi vive nella Midland Valley.